# St. Vincentius (Haselünne)

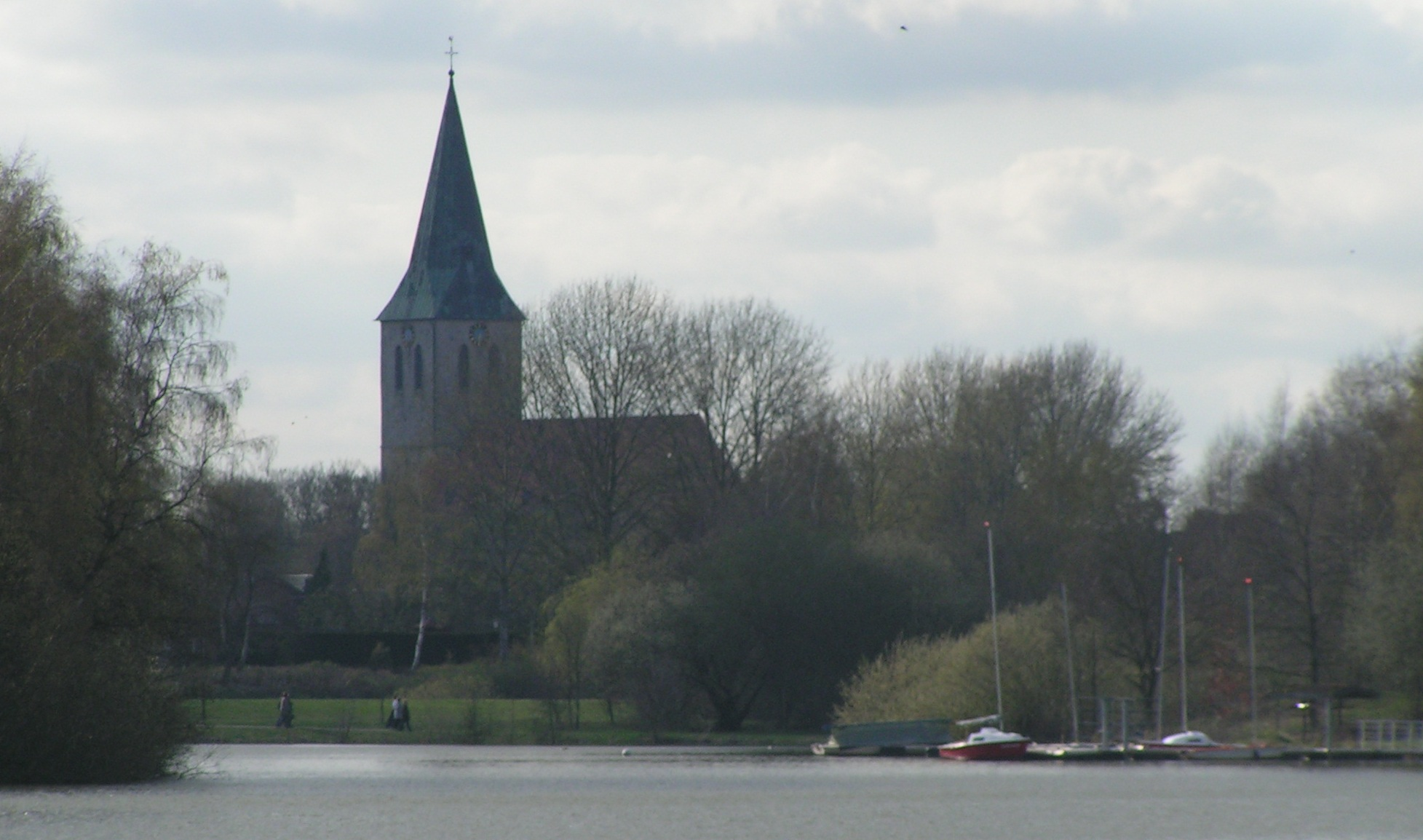
St. Vincentius (Haselünne), 2010

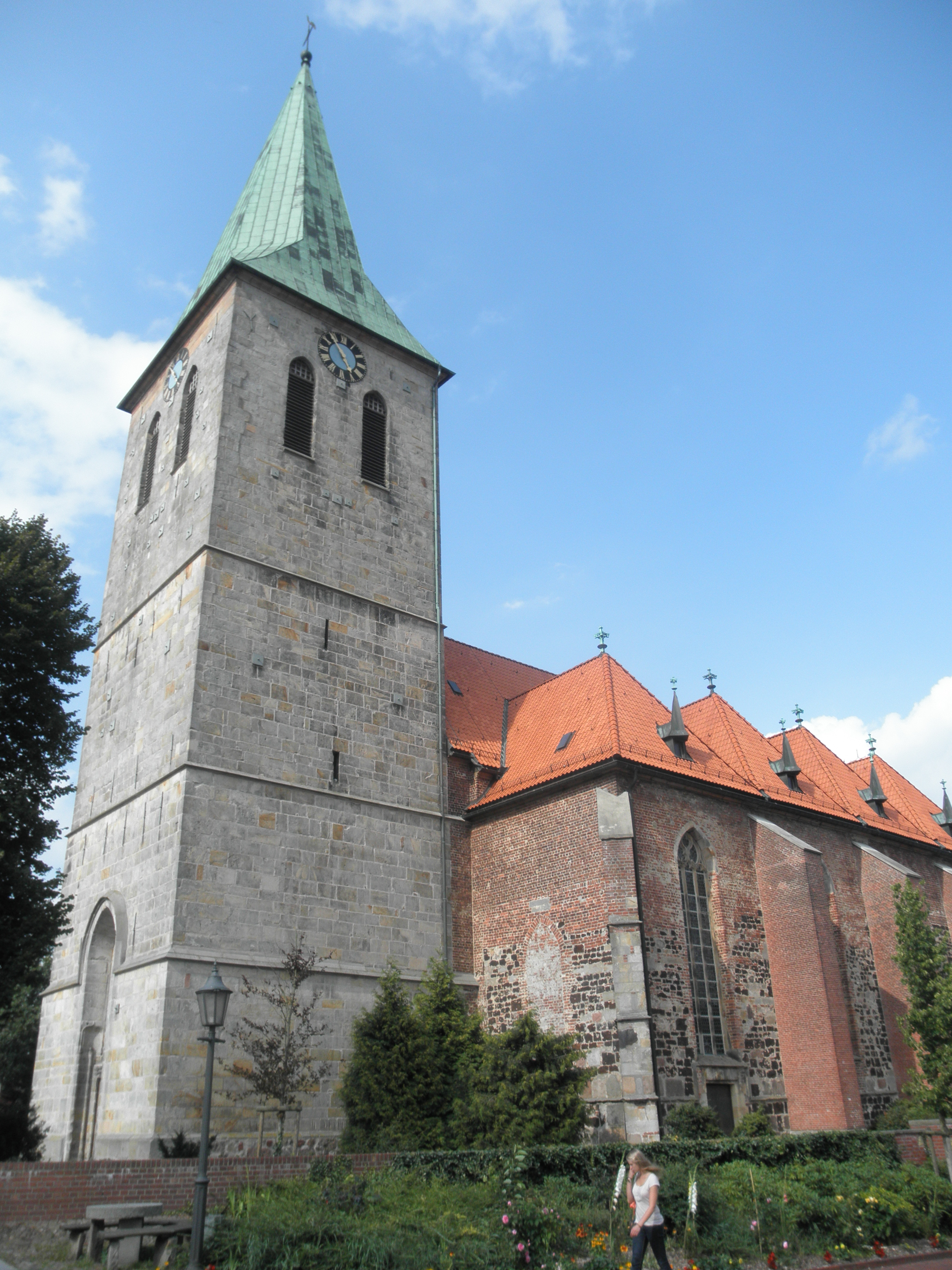
Südwestansicht

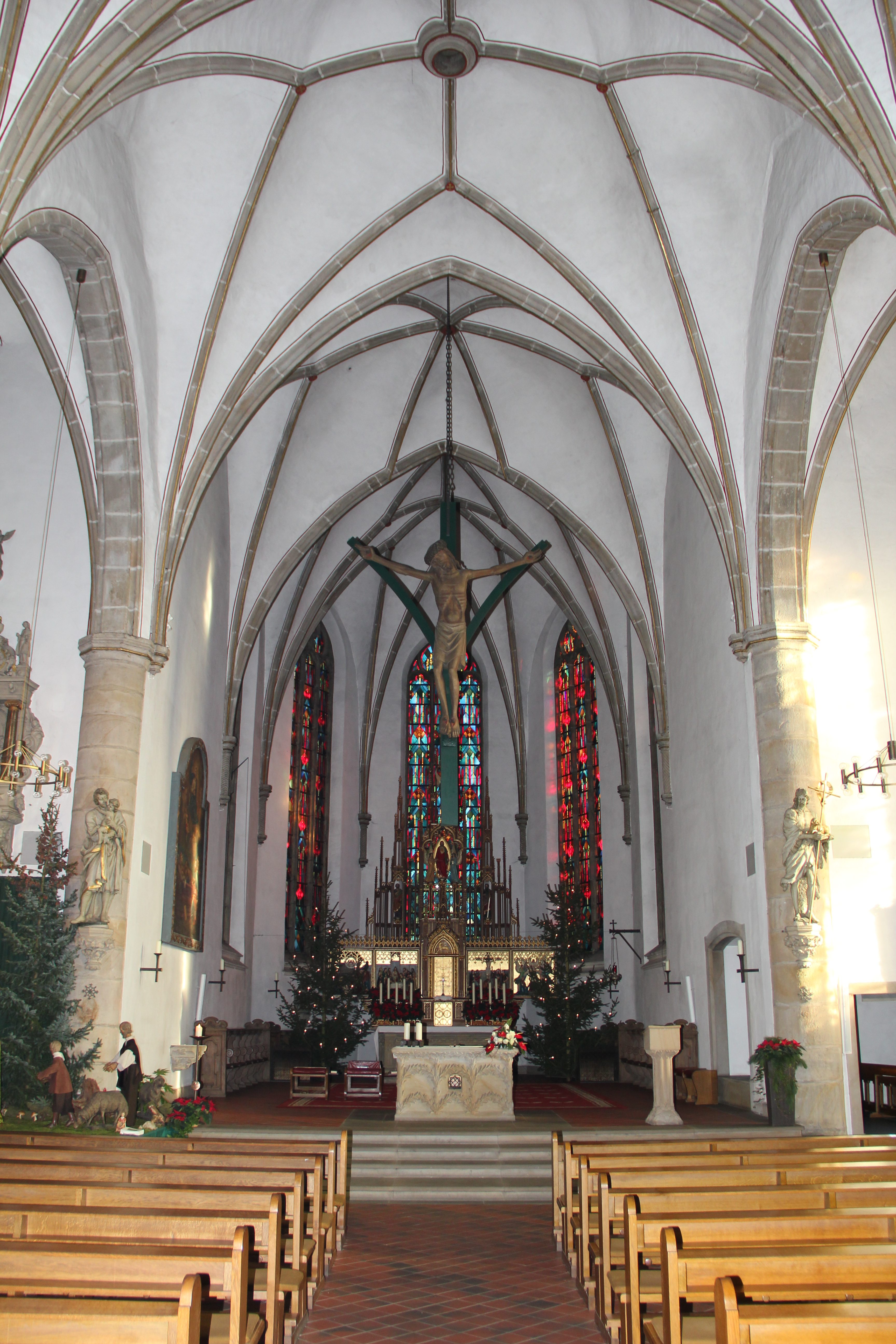
Innenansicht

Die katholische Kirche St. Vincentius in Haselünne ist eine spätgotische Backsteinkirche im Landkreis Emsland in Niedersachsen. Sie gehört zur Kirchengemeinde St. Vincentius Haselünne im Pfarrgemeindeverbund Haselünne-Lehrte im Bistum Osnabrück.

## Geschichte und Architektur
Die Kirche St. Vincentius in Haselünne ist eine dreischiffige, vierjochige, spätgotische Backsteinhallenkirche aus dem letzten Drittel des 15. Jahrhunderts, die durch hohe dreiteilige Fenster mit Fischblasenmaßwerk erhellt wird. Der Chor mit einem rechteckigen Joch und Fünfachtelschluss ist auf das Jahr 1509 datiert. Der Westturm wurde 1471 erhöht und mit Bentheimer Sandstein verkleidet. Der heutige Turmabschluss entstand im Jahr 1860. Ein wohlgestaltetes spätgotisches Westportal ist mit dem darüber liegenden Fenster zusammengezogen. Die zweigeschossige Sakristei entstand im 16. Jahrhundert. An den Sandsteinquadern des Turmes sind Wetzrillen zu finden.
Am leicht unregelmäßigen Grundriss mit breiterem südlichem und schmalerem nördlichem Seitenschiff ist zu erkennen, dass ältere Bauteile in den Neubau mit einbezogen wurden. Nach einer Inschrift im Chor kam der Rektor Herbord Monnich im Jahr 1376 bei einem Bauunfall ums Leben. Der Westturm ist gegenüber der Achse des Mittelschiffs leicht nach Norden verschoben und scheint ursprünglich Bestandteil eines dreischiffigen Bauwerks aus dem 13. Jahrhundert gewesen zu sein.
Im Innern der vierjochigen Hallenkirche mit schlanken Rundpfeilern und gebusten Gewölben ist zu erkennen, dass das Fundament zumindest des nördlichen Seitenschiffs mit den längsrechteckigen Jochen den Neubau beeinflusst hat. Das Mittelschiff und der Chor sind mit Sterngewölben überspannt, die Seitenschiffe mit Kreuzgewölben.
In den Jahren 1976/77 wurde die Pfarrkirche St. Vincentius grundlegend restauriert. Eine weitere Innensanierung wurde im Jahre 1998 durchgeführt.

## Ausstattung
Zur Ausstattung gehören zwei figurenreiche neugotische Schnitzaltäre. Der feinfühlig in den Chor eingepasste Hochaltar wurde 1900 von Bernhard Frydag aus Münster geschaffen. Im Nebenaltar steht eine kleine Marienstatue, die um 1700 von Wilhelm Heinrich Kocks gestaltet wurde, von dem auch Werke in der Kapelle von Schloss Dankern nachweisbar sind.
Der Taufstein auf vier Löwenfüßen entstammt dem 13. Jahrhundert. Eine künstlerisch wertvolle Pietà mit verhaltenem Ausdruck wurde zu Beginn des 16. Jahrhunderts geschaffen. Zwei überlebensgroße Holzfiguren, die Johannes den Täufer und den heiligen Josef darstellen, wurden zu Beginn des 18. Jahrhunderts in der Art des Johann Wilhelm Gröninger geschaffen.
Im nördlichen Seitenschiff sind zwei große, künstlerisch bedeutende Sandstein-Epitaphe erhalten. Im Westen befindet sich das Epitaph für Rudolf von Langen zu Schwarzenburg und Haselünne († 1610) und Margarete von Hake zu Schewentorf († 1637) mit einem Relief der Auferstehung zwischen Säulenstellung und zahlreichen Wappen, das wohl von Gerhard Gröninger geschaffen wurde, von dem auch Epitaphe im Dom zu Münster und in der Marienkirche zu Osnabrück erhalten sind.
Im Osten steht ein großes Epitaph für Caspar von Monnich, Herr zu Eichhof und Burgmann zu Haselünne († 1662) und Gertrud von Wendt († 1645) von Heinrich Meiering aus Rheine. Der zweigeschossige, stark plastische Aufbau zeigt zwischen Säulen drei Reliefs aus der Passion mit der davor knienden, freiplastisch dargestellten Stifterfamilie mit einem darüber angeordneten Relief der Himmelfahrt Christi. Die Rahmung ist ungewöhnlich reich mit figürlicher Ornamentik ausgestattet, ähnlich dem Hochaltar im Kloster Gravenhorst.
Eine Darstellung des Schmerzensmanns aus der ersten Hälfte des 18. Jahrhunderts aus der Jöllemann-Werkstatt (wie im Kloster Malgarten) befand sich ursprünglich im Klarissenkloster am Ort. Zwei große Altarbilder aus dem Jahr 1716 von Ferdinand Abshoven zeigen das Martyrium des heiligen Vincentius und Mariae Himmelfahrt. Ein Kronleuchter aus dem Jahr 1674 ist ebenfalls erhalten.
Die Orgel wurde 1977 von den Orgelbauern Gebrüder Stockmann erbaut. Das Schleifladen-Instrument hat 33 Register auf zwei Manualen und Pedal. Die Spieltrakturen sind mechanisch, die Registertrakturen sind elektrisch.
| I Hauptwerk C–g3 |              |        |
| 1.               | Bordun       | 16′    |
| 2.               | Prinzipal    | 08′    |
| 3.               | Hohlflöte    | 08′    |
| 4.               | Oktave       | 04′    |
| 5.               | Offenflöte   | 04′    |
| 6.               | Quinte 0     | 02 ⁄3′ |
| 7.               | Oktave       | 02′    |
| 8.               | Terzian II 0 | 02 ⁄3′ |
| 9.               | Mixtur IV-V  | 01 ⁄3′ |
| 10.              | Zimbel III   |        |
| 11.              | Dulzian      | 16′    |
| 12.              | Trompete     | 08′    |

| II Brustwerk C–g3 |             |         |
| 13.               | Gedackt     | 08′     |
| 14.               | Flauto      | 08′     |
| 15.               | Praestant   | 04′     |
| 16.               | Zartgedackt | 04′     |
| 17.               | Nasat 0     | 02 ⁄3′  |
| 18.               | Oktave      | 02′     |
| 19.               | Terz 0      | 01 3⁄5′ |
| 20.               | Quinte      | 01 ⁄3′  |
| 21.               | Flageolett  | 01′     |
| 22.               | Kleine Terz | 08⁄19′  |
| 23.               | Scharff IV  |         |
| 24.               | Krummhorn   | 08′     |
|                   | Tremulant   |         |

| Pedal C–f1 |                |        |
| 25.        | Prinzipal      | 16′    |
| 26.        | Subbass        | 16′    |
| 27.        | Prinzipal      | 08′    |
| 28.        | Bourdon        | 08′    |
| 29.        | Oktave         | 04′    |
| 30.        | Hintersatz V 0 | 02 ⁄3′ |
| 31.        | Posaune        | 16′    |
| 32.        | Trompete       | 08′    |
| 33.        | Clarine        | 04′    |

- Koppeln: II/I, I/P, II/P.

Die ältesten Glocken der Kirche stammen aus den Jahren 1406 und 1516 (von Wolter Westerhues).